# پاددامنه

تابع فرضی از به. بیضی کوچک‌ترِ درونِ ، تصویر تابع است. پاددامنه تابع است.

در ریاضیات، پاددامنه یا هم‌دامنهٔ یک تابع (به انگلیسی: codomain)، یا مجموعۀ مقصد برای یک تابع، مجموعه‌ای است که خروجی‌های تابع باید حتماً در آن باشند (به عنوان یک محدودیت اجباری). پاددامنه مجموعه برابر مجموعۀ Y در نماد f: X → Y است. از واژۀ برد گاهی برای ارجاع به پاددامنه یا تصویر یک تابع به‌صورت مبهم استفاده می‌شود.
هم‌دامنه مجموعهٔ مقادیری است که آن تابع احتمال دارد حاصل کند. باید توجه داشت این مفهوم با تصویر تابع متفاوت است، تصویر تابع مجموعهٔ مقادیر به‌دست آمده از اعمال دامنهٔ تابع است که زیرمجموعه‌ای از هم‌دامنه خواهد بود. تصویر تابع در واقع همان برد تابع است.
تابع f با دامنهٔ X و هم‌دامنهٔ Y را می‌توان با نمادگذاری f: X → Y نمایش داد.